# هیگانوم (کنتیکت)
هیگانوم (به انگلیسی: Higganum) یک منطقهٔ مسکونی در ایالات متحده آمریکا است که در کنتیکت واقع شده‌است. هیگانوم ۱۳٫۲ کیلومتر مربع مساحت و ۱٬۶۷۱ نفر جمعیت دارد.